# Pantnagar
Pantnagar är en ort i Indien.   Den ligger i distriktet Udham Singh Nagar och delstaten Uttarakhand, i den norra delen av landet, 230 km öster om huvudstaden New Delhi. Pantnagar ligger 245 meter över havet och antalet invånare är 35 820.
Terrängen runt Pantnagar är platt, och sluttar söderut. Runt Pantnagar är det tätbefolkat, med 636 invånare per kvadratkilometer. Närmaste större samhälle är Haldwani-cum-Kathgodam, 19,2 km norr om Pantnagar. Trakten runt Pantnagar består till största delen av jordbruksmark.